# Amor marinero (álbum de Rocío Jurado)
Amor marinero es un álbum de Rocío Jurado de 1976, Flamenco puro y canciones de amor, la edición sencilla de este álbum jamás se editó en formato CD, la edición especial definitivamente para 2003 sí, caras B y muchos más recuerdos de la cantante.

## Canciones
| N.º | Título                                               | Duración |  |
| 1.  | «Amor Marinero»                                      |          |  |
| 2.  | «Málaga»                                             |          |  |
| 3.  | «Sabes»                                              |          |  |
| 4.  | «Eres Una Rosa»                                      |          |  |
| 5.  | «El Rocío De Los Cielos»                             |          |  |
| 6.  | «Mira, Mira, Mira»                                   |          |  |
| 7.  | «Dímelo»                                             |          |  |
| 8.  | «Ole Con Ole»                                        |          |  |
| 9.  | «Bandera Y Blasón»                                   |          |  |
| 10. | «Vela y Timón»                                       |          |  |
| 11. | «Que Tiene Este Amor»                                |          |  |
| 12. | «Qué bien suena (track lanzado en 2003)»             |          |  |
| 13. | «En la esquina del recuerdo (track lanzado en 2003)» |          |  |

- Datos: Q5673085